# 太平洋蟹守螺
太平洋蟹守螺（学名：Cerithium lifuensis），是中腹足目蟹守螺科蟹守螺属的一种。主要分布于台湾，常栖息在浅海沙底或碎石海底。
同種異名：。